# Mooier dan nu
"Mooier dan nu" is een nummer van de Nederlandse band De Dijk. Het nummer verscheen als de vierde track op hun studioalbum Brussel uit 2008.

## Achtergrond
De tekst van "Mooier dan nu" is geschreven door zanger Huub van der Lubbe, terwijl de muziek is geschreven door Van der Lubbe en Jan Robijns. Het verscheen oorspronkelijk op Van der Lubbe's solo-album Concordia uit 2004, voordat het in 2008 uitkwam op het album Brussel van De Dijk.
Van der Lubbe schreef het refrein van "Mooier dan nu" op het eiland La Gomera en was oorspronkelijk bedoeld als gedicht. Hij vertelde over de totstandkoming van het nummer: "De gedachte kwam op dat als we hier nog niet van zouden kunnen genieten, het nooit zou lukken. Dat heb ik opgeschreven in een gedicht. Als statement, want vroeger vond ik dingen weliswaar mooi, maar er moest altijd méér. Op het moment zelf kon ik me nog niet zo goed realiseren hoe gelukkig ik was. Vijftien jaar later maakte ik een wandeling op het KNSM-eiland in Amsterdam, het uitzicht was zo prachtig dat de herinnering aan dat moment op Gomera weer bovenkwam. Die wandeling is, samen met dat gedicht, het lied 'Mooier dan nu' geworden."
"Mooier dan nu" bevat een van de liedteksten waar Van der Lubbe het trotst op is. Hij vertelde hierover: "Daar zit wat mij betreft alles in. Je kunt er treurig van worden, denken: alles is voorbij en we gaan nog dood ook, op het eind. Maar tegelijk beschrijft het het leven. Dit moment is het mooiste wat het leven te bieden heeft. Maar morgen zal er weer zo'n moment komen."
"Mooier dan nu" werd weliswaar nooit als single uitgebracht, maar bleek toch een populair nummer. Tussen 2009 en 2015 stond het jaarlijks in de NPO Radio 2 Top 2000, met plaats 412 in 2010 als hoogste notering. In de jaren die volgden werden twee nieuwe versies van het nummer opgenomen. In 2009 nam Liesbeth List het op als duet met Van der Lubbe op haar album Verloren en gewonnen en in 2010 nam De Dijk een Engelstalige versie op met Solomon Burke op het album Hold On Tight onder de titel "More Beauty".

## NPO Radio 2 Top 2000
| Nummer met noteringen in de NPO Radio 2 Top 2000 | '09 | '10 | '11 | '12  | '13  | '14  | '15  |
| ------------------------------------------------ | --- | --- | --- | ---- | ---- | ---- | ---- |
| Mooier dan nu                                    | 522 | 412 | 646 | 1140 | 1217 | 1460 | 1789 |

1. ↑  Een vetgedrukt getal geeft de hoogste notering aan.
2. ↑  2009 was het eerste jaar met een notering voor dit nummer.
3. ↑  Deze tabel is bijgewerkt tot en met de meest recente editie (2024).